# Oberlandesgericht Lemberg
Das Oberlandesgericht Lemberg war ein österreichisches Oberlandesgericht mit Sitz in Lemberg.

## Geschichte
Lemberg war Sitz des Appellationsgerichts Lemberg und des Criminal-Obergerichtes Lemberg. Nach der Märzrevolution wurde eine umfassende Neuorganisation der Gerichtsorganisation in Österreich-Ungarn geschaffen. Mit Ministerial-Verordnung vom 24. April 1854 wurde das OLG Lemberg eingerichtet. Das Gericht nahm am 29. September 1855 seine Arbeit auf. Es war das zuständige Oberlandesgericht für Ostgalizien und die Bukowina. Dieser Sprengel war bei Bildung des Gerichts 11421 Quadratmeilen groß und umfasse 3.550.884 Gerichtseingesessene. Dem OLG waren sieben Gerichtshöfe 1. Instanz nachgeordnet. Das war ein Landesgericht und fünf Kreisgerichte in Galizien und das Landesgericht Czernowitz in der Bukowina. Darunter bestanden neun städtisch-delegierte Bezirksgerichte, ein selbstständiges Bezirksgericht und 125 Bezirksämter eingerichtet. Für Details siehe die Liste der Gerichtsbezirke in Galizien und Lodomerien und die Liste der Gerichtsbezirke in der Bukowina.
Die Bezirke Krosno, Dukla und Żmigród wurden 1860 aus dem Sprengel des Oberlandesgerichtes Krakau ausgegliedert und dem Sprengel des Oberlandesgerichtes Lemberg zugewiesen Zum 1. Dezember 1888 gab das OLG Lemberg die Zuständigkeit für die Gerichtsbezirke Dukla, Krosno, Żmigród wieder an das Oberlandesgerichtes Krakau ab.
Nach dem Ersten Weltkrieg kam Galizien an die Zweite polnische Republik. In Lemberg wurde das Sąd Apelacyjny w Lwowie als Nachfolger des Oberlandesgerichts eingerichtet. Da das Kronland Bukowina nach dem Ende des Ersten Weltkriegs durch den Vertrag von Saint-Germain an Rumänien kam, waren für diesen Teil des Sprengels nun rumänische Gerichte zuständig.

## Richter
- Ignaz David Ritter von Stroynowski (Präsident 1855 bis 1867)
- Emanuel Heinrich Komers von Lindenbach (Präsident 1867 bis 1871)
- Josef Eduard Edler von Schenk (Präsident 1872 bis 1887)
- Jakob Ritter von Simonowicz (Präsident 1887 bis 1895)
- Alexander Mniszek Ritter von Tchorznicki (Präsident 1895 bis 1911)
- Adolf Czerwiński (Präsident 1912 bis 1918 und danach bis 1929 Präsident des polnischen Appellationsgerichts im Lemberg)